# Economia dell'Austria

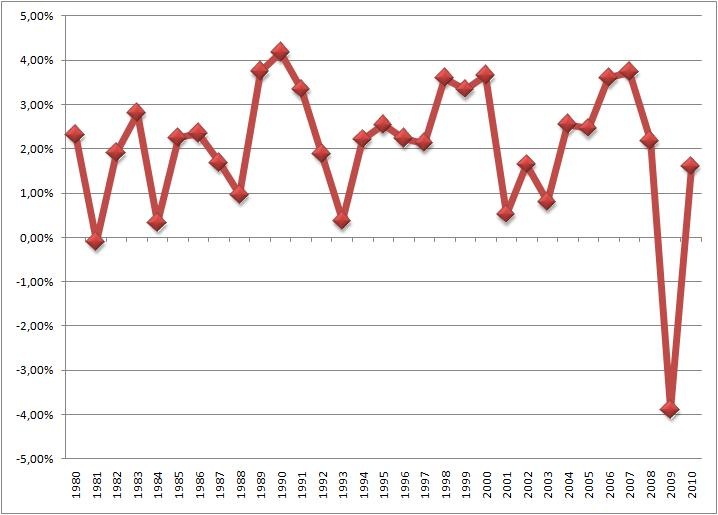
Tasso di crescita del PIL tra il 1980 ed il 2010

L'economia dell'Austria è l'undicesima dell'Unione europea per PIL (PPA) e la quarta in termini di PIL pro-capite (PPA), pari al 66% della media dei 27 Paesi dell'Unione. Si tratta, comunque di un'economia relativamente piccola, di dimensioni paragonabili a quelle della Lombardia.
L'Austria ha aderito all'Unione economica e monetaria fin dall'inizio (1999) e dal 2002 ha adottato l'euro. La politica monetaria, dunque, è gestita dalla Banca centrale europea.

## Crescita economica
Durante il XX secolo l'Austria ha subito diversi contraccolpi che hanno rischiato di comprometterne lo sviluppo economico:
- lo scioglimento dell'impero austro-ungarico, che fece perdere all'Austria vari terreni agricoli e miniere, che Vienna aveva saputo organizzare in modo efficiente.
- impianti industriali e vie di comunicazione in gran parte distrutti subito dopo la fine della seconda guerra mondiale

Ma verso gli anni '50, grazie ai cospicui aiuti stranieri, soprattutto quelli ad opera del Piano Marshall, ottenendo 962 ml $ USA, la rinascita economica per l'Austria era diventata possibile.
Dopo una lievissima contrazione del PIL (Prodotto Interno Lordo) nel 1981, l'Austria è cresciuta in media del 2% nel resto degli anni '80 e del 2,7% negli anni '90, con due fasi di crescita particolarmente intensa tra il 1989 ed il 1991 e di nuovo nel periodo 1998-2000. Lo scoppio della bolla della new economy nel 2001 ha drasticamente ridotto i tassi di crescita, ma non ha portato il Paese in recessione. Dal 2004, poi, l'Austria ha avuto uno sviluppo di quasi il 3% annuo, prima di essere colpito dalla crisi economica mondiale che, nel 2009 ha causato una contrazione dei PIL di quasi il 4%.

## Struttura economia

### Settore primario
L'elevata produttività agricola ha permesso all'Austria di ottenere l'autosufficienza alimentare. Le coltivazioni di cereali e ortofrutta, così come la produzione vinicola, sono concentrati nella zona orientale del Paese e nella pianura del Danubio, mentre le regioni montane praticano prevalentemente l'allevamento dei bovini.

### Settore secondario
L'industria austriaca è molto diversificata. I settori trainanti sono la chimica, la petrolchimica, la metallurgia (ghisa, ferroleghe e alluminio), la meccanica e l'alimentare. 

### Settore terziario
Il turismo è l'attività più importante del paese, in quanto l'Austria possiede numerosi impianti sciistici per il turismo invernale e città ricche di storia come Vienna e Salisburgo per quello culturale. L'Austria presenta inoltre paesaggi incontaminati con flora e fauna tipicamente alpine per il turismo estivo.

## Commercio internazionale
I tre maggiori partner commerciali, sia per le importazioni sia per le esportazioni, sono le confinanti Germania (rispettivamente 45,1% e 31% nel 2009), Italia (6,7% e 8,2%) e Svizzera (6,8% e 5%), con un'incidenza considerevole. 
Storicamente, dopo gli ampi deficit registrati negli anni degli shock petroliferi, il conto corrente ha oscillato intorno alla parità negli anni ottanta, per poi diventare nettamente negativo nel decennio successivo, deficit di quasi il 3% del PIL (1995-96). A partire dal 2002, tuttavia, la situazione si è capovolta con un surplus medio del 2,55% del Prodotto interno lordo nel periodo fino al 2010.

## Forza lavoro
L'Austria dispone di una popolazione attiva di 4.300.000 persone, con un tasso di occupazione del 71,6% nel 2009, molto al di sopra della media dell'Unione europea. Seppure in declino rispetto al massimo pre-crisi  (72,1% nel 2008), tale valore è comunque più elevato di tre punti percentuale rispetto a dieci anni fa. 
È da osservare che un quarto dei lavoratori lavora part-time, mentre sono poco diffusi i contratti a tempo determinato (solo il 9,1% del totale, contro il 13,5% della media europea).
Il tasso di disoccupazione austriaco nel secondo dopoguerra era molto basso. Ancora nel 1980, si attestava solamente all'1,6%. Nel corso degli anni '80 e '90, tuttavia, si è assistito ad una tendenza all'aumento della disoccupazione, che nel 2005 era salita fino al 5,2%, per poi cominciare a scendere fino a toccare il 3,8% nel 2008. Tuttavia, nel 2009, con la crisi la disoccupazione è tornata al 4,8%. Il dato resta comunque largamente al di sotto della media europea. La disoccupazione femminile è addirittura lievemente minore di quella maschile. La disoccupazione giovanile, inoltre, pur al 10% è comunque la metà della media europea.
Secondo dati del 2005, il settore che assorbe la maggior parte dei lavoratori è quello dei servizi (67%), contro il 27,5% dell'industria ed il 5,5% dell'agricoltura.

## Finanza pubblica
Tra il 1988 ed il 2001 il debito pubblico austriaco era notevolmente aumentato passando dal 57 al 67% del PIL. Negli anni successivi, invece, le politiche messe in atto avevano fatto scendere il rapporto debito/PIL al 59,2% del 2007. Con la crisi economica, tuttavia, il debito pubblico è tornato a salire rapidamente fino al 70% nel 2010, anno nel quale il rapporto deficit/PIL è risultato essere -4,8%, il dato peggiore dal 1995.
La spesa pubblica è stata in media, nel decennio, intorno al 50-52% del PIL, superiore alla media europea.